# Войтенко Анастасія Филимонівна
Анастасія Филимонівна Войтенко (5 червня 1929, с. Супрунів, Літинський район, Вінницький округ, УРСР, СРСР нині  у складі Стрижавської селищної громади Вінницького району Вінницької області, Україна) — 5 жовтня 2007, Пушкіно) — радянський і російський лінгвіст, діалектолог і лексикограф, фахівець у галузі лінгвогеографії, також займалася питаннями діалектної ономастики та етнолінгвістики; кандидат педагогічних наук (1958), доктор філологічних наук (1997), професор. Автор наукових праць, присвячених вивченню говірок Московського регіону. Головними та найбільш відомими роботами є: «Словник говорів Підмосков'я» (1-е вид. — 1969; 2-е вид. Вип. 1 — 1995) і «Лексичний атлас Московської області» (1991), "Московська діалектна лексика в ареальному аспекті "(2000), науково-популярне видання «Що двір, то говірка» (1-е вид. — 1993; 2-е вид. — 2007). Також нею було розроблено та складено навчальні та науково-методичні посібники з російської діалектології, діалектологічної практики, української мови.

## Біографія

### Народження. Батьки. Ранні роки

#### Україна
Народилася 5 червня 1929 року в селі Супрунів, Літинського району, Вінницького округу, Української РСР у сім'ї селян Филимона Мойсейовича Войтенка (1898—1949) та його дружини Марії Ігнатівни (уродженої Мельник) (1904—1978).
У сім'ї було вісім дітей (сама Анастасія Филимонівна була другою дитиною): старший син — Степан, народився в 1923 році, в 1930 — друга донька — Антоніна, потім, в 1932 — Дмитро (помер з голоду в перші дні свого життя), в 1934 — Зоя, близько 1942 року з'явилися на світ два брати-близнюки, які також померли від голоду ще немовлятами, в 1944 народився Володимир — наймолодша, пізня дитина (на момент його народження батькові було 45 років, матері — 40).
Про батьків Анастасії Филимонівни відомо небагато. Батька після революції намагалися кілька разів завербувати у різні повстанські угруповання, від яких він рятувався втечею. Востаннє йому вдалося втекти з полону добровольчої армії (що була в той час під командуванням А. І. Денікіна), однак, втікаючи, по дорозі він був перехоплений загоном Робітничо-селянської Червоної армії, на боці якої йому потім довелося воювати. У тяжкому бою під смт. Вапнярка отримав сильне кульове поранення в голову і був відправлений до військового шпиталю в Одесу . Після завершення Громадянської війни він закінчив три класи школи грамоти (лікпункту) і поїхав на заробітки до Москви, звідки в голодні тридцяті роки надсилав сім'ї посилки із сухарями. Пізніше А. Ф. Войтенко писала: «Цими сухарями ми врятувалися…» . Мати, Марія Ігнатівна, була простою домогосподаркою, яка зуміла виростити дітей у важкі роки Голодомору та Великої Вітчизняної війни.
Раннє дитинство Анастасія Филимонівна провела в Україні, у Супрунові. Сім'я жила бідно і голодно: "Цього разу мама подає нам лушпаки — помиті, підсмажені просто на черені́, без олії, картопляні очищення. З яким задоволенням ми їх їли!

#### Життя в Азії. Туркменістан
У 1932 році, коли дівчинці виповнюється 3 роки, сім'я переїжджає в Азію, в Туркменістан, і проживає в селищі Бамі Бахарденського району Ашхабадської області. Батько влаштовується на посаду стрілочника на станції.
Так запам'ятався нетривалий період життя в Бамі Анастасії Филимонівні: «Жити тоді в Азії було, з одного боку дуже легко. Було багато урюку, винограду. Тато садив нас із сестрою на віслюка, і ми їхали кудись у гори за віслюком. Пам'ятаю, як ми сидимо на віслюкові, а тато біжить поруч із віслюком і якось керує ним. А назад ми тягнемося пішки, а віслюк везе два мішки урюку; компоти зі свіжого урюку закінчували наш обід щодня, потім цілу гору кісточок ми з сестрою розбивали молотком і теж все з'їдали».
У вересні 1936 року у Бамі, Анастасія вступає до школи. Найулюбленішим предметом маленької А. Ф. Войтенко були співи — вчителька (теж українка Зоя Юхимівна Стріха викликала дівчинку на кожному уроці, і та співала пісню «Ой, не ходи, Грицю, та й на вечорниці, бо на вечорницях дівки чарівниці». В 1937 році пішла до другого класу. Однак трохи пізніше, того ж року, в робочу зміну батька, далеко від Бамі, на станції Арис в Казахстані, сталася аварія. Усіх, хто був на чергуванні на момент аварії, заарештовували. За порадою начальника станції Юхима Стріхи, на найближчому товарному поїзді сім'я без нічого бігла з селища, залишивши все, що в них було, щоб втеча не привернула уваги. Старшим дітям на короткий термін довелося розлучитися з батьками: Анастасію Филимонівну залишили в Івана Мойсейовича Войтенка (молодшого брата батька), який жив неподалік — на станції Бахарден, сина Степана влаштували до інтернату в селищі Безміїн Ашхабад.

#### Казахстанський період
З 1935 року проживала в м. Коскудук (Казахстан), там закінчила середню школу і в 1946 році вступила до КазДУ на історико-філологічний факультет.

### Алтай
З 1950 року працювала у Гірничо-Алтайському Державному педінституті на кафедрі російської мови.

### Переїзд до Москви
У період з 1954 по 1959 рік працює в МОПІ та навчається в аспірантурі. Кандидат педагогічних наук (1958). Тема її кандидатської дисертації: «Вчення про частини мови у підручниках шкільної граматики російської XIX—XX ст.».
У 1959—1960 pp. працює редактором в Учпедгізі .

### Робота над «Словником говорів Підмосков'я»
У 1969 році публікує під прізвищем Іванова «Словник говорів Підмосков'я», який дозволив вести дослідницьку роботу із залученням діалектної лексики Підмосков'я. Словник став найціннішим матеріалом для етимології та лексикографії; лексикографи Санкт-Петербурга включили їх у «Словник російських народних говірок» як джерело ще до його публікації; численні діалектологічні та етнолінгвістичні дослідження впевнено використовують лексику московського обласного словника у практичних цілях. Словник включає лексику 50-60-х років XX століття тих регіонів, де місцеві говірки Підмосков'я збереглися досить добре, тому лексика в словнику жива, експресивно яскрава, що нерідко сягає давніх кривичних і в'ятицьких пластів. Лексеми словника суворо паспортизовані із зазначенням того, в якій фонетичній зоні знаходиться кожне слово, — окаючий, акаюче або акаюче-якає. Ці орієнтири словника стали тієї базою, яка намітила ареали та ізоглоси на території Підмосков'я і стала, за словами Г. Г. Мельниченка, «надійним плацдармом для подальшої плідної роботи з вивчення діалектної лексики» Московської області. Виконано першочергове завдання регіональної лексикографії, видано регіональний словник, високу оцінку якому дали у своїх працях професори В. А. Козирєв та Ф. П. Сороколетов.

### Збір даних для «Лексичного атласу Московської області»
Нова робота — підготовка до видання атласу говорів Підмосков'я. Цьому сприяло знайомство та дружба з відомим діалектологом А. К. Кощельовим, який працював у Болгарії в Софійському університеті та з академіком Н. І. Толстим . Робота над атласом розпочалася зі створення програми, у підготовці якої брав особисту участь Н. І. Толстой, та визначення сітки пунктів обстеження. Потім розпочався збір матеріалів, у якому брали активну участь студенти Московського обласного педагогічного інституту (МОПІ). В результаті було зібрано доброякісний матеріал. А. Ф. Войтенко отримувала вдячні листи від місцевих жителів, які дякували збирачеві за цікавість до їхнього способу життя та живої мови.

### Видання атласу
Зробила значний внесок у розвиток російської діалектології. Регіональні Словник та Атлас Московської області — результат багаторічної праці з вивчення діалектної лексики Підмосков'я. Відомості з лексики в'ятичів було зазначено у «Лексичному атласі Московської області» академіком О. М. Трубачовим. Високу оцінку Атласу дав свого часу у відгуку на рукописний екземпляр праці член-кореспондент АН СРСР Р. І. Аванесов, високо оцінив вже опубліковану працю доктор філологічних наук І. А. Попов, який всіляко підтримував видання регіонального лінгвогеографічного дослідження, який писав: «лінгвістичною та історичною пам'яткою народної мови нашого часу».
Доктор філологічних наук (1997). Тема докторської дисертації: «Лексичні відмінності біля Московської області (лексикографічна, лексикологічна і лінгвогеографічна характеристика». Професор (1997).

### «Московська діалектна лексика в ареальному аспекті»
Накопичуючи матеріал і публікуючи його, а потім узагальнюючи та зіставляючи з іншими лексичними зонами, А. Ф. Войтенко показує місце московської діалектної лексики у контексті російських народних говірок. За словами А. В. Тер-Аванесової, «Можна з упевненістю стверджувати, що на сьогоднішній день завдяки роботам А. Ф. Войтенко Підмосков'я є найбільш вивченою з погляду лексики та етнології територією Росії».

### Родина
- Батько — Филимон Мойсейович Войтенко (27 грудня 1898 — 13 січня 1948).
- Мати — Марія Гнатівна Войтенко (уродженка Мельник) (4 червня 1900 — 27 листопада 1978).
- Чоловік — Микола Петрович Іванов (19 грудня 1923 — 1 серпня 1985). Один з провідних алтайських художників-живописців 1960-1980-х років. Випускник МДАХ ім. В. І. Сурикова. Член Союзу художников СРСР (1967).

- Донька — Тетяна Миколаївна Войтенко (уродженка Іванова) (нар. 14 вересня 1950). Кандидат філологічних наук .

- Онука — Ганна Вікторівна Войтенко (уродженка Журавльова) (нар. 6 вересня 1972). Кандидат філологічних наук, доцент. Викладач діалектології, лінгвістичної географії та етнолінгвістики у Московському державному обласному університеті.

## Вибрані роботи
- Іванова (Войтенко) А. Ф. Словник говірок Підмосков'я. — М. : Вид-во МОПІ ім. Н. К. Крупський, 1969. — 598 с.
- Войтенко А. Ф. Лексичний атлас Московської області. — М. : Вид-во МОПІ ім. Н. К. Крупський, 1991. — 224 с.
- Войтенко А. Ф. Московська діалектна лексика в ареальному аспекті. — М. : ІПТК «Логос», 2000. — 320 с.
- Войтенко А. В., Войтенко А. Ф. Діалектологічна практика: Навчальний посібник для студентів педагогічних вузів за спеціальністю «Російська мова та література». — М. : ІПТК «Логос», 1998. — 132 с.
- Войтенко А. В., Войтенко А. Ф. Московські говірки у завданнях для студентів: Хрестоматія. Частина 1. — М. : Вид-во МГОУ, 2006. — 240 с.

### Науково-популярні видання
- Войтенко А. Ф. Що двір, то говірка. — М. : Московський робітник, 1993. — 232 с. (2-ге вид., виправлене і доповнене. — М. А.). : ІСЦ «Дизайн. Інформація. Картографія», 2007.)